# آب‌انبار کمال
آب‌انبار کمال مربوط به دوره صفویه است و در شهرستان سرایان، بخش مرکزی، داخل شهر آیسک واقع شده و این اثر در تاریخ ۸ بهمن ۱۳۸۵ با شمارهٔ ثبت ۱۷۰۵۳ به عنوان یکی از آثار ملی ایران به ثبت رسیده است.